# Elk Point (Canada)
Elk Point is een plaats (town) in de Canadese provincie Alberta en telt 1487 inwoners (2006).